# Séga Coulibaly
Séga Coulibaly (Bamako, 9 giugno 1996) è un calciatore francese con cittadinanza maliana, difensore del Portland Hearts of Pine.

## Carriera

### Club

#### Rennes
Coulibaly è un prodotto delle giovanili del Rennes. Il 13 luglio 2016 ha firmato il suo primo contratto da professionista con il Rennes.
Il 2 agosto 2016 è stato ceduto in prestito per una stagione al Sedan. Ha esordito con il Sedan in data 5 agosto 2016, contro l'Avranches nel Championnat National. Ha giocato per l'intera partita, conclusasi con il punteggio di 1-1.
Nel gennaio 2018, viene ceduto in prestito all'Avranches fino al termine della stagione, diventando rapidamente un "giocatore importante per la squadra", secondo le parole del tecnico Damien Ott.

#### Nancy
Il 13 giugno 2018 ha firmato un contratto triennale con il Nancy, formazione della Ligue 2.
Nel settembre 2019, ha fatto ritorno, sempre in prestito, all'Avranches.

#### LA Galaxy
Il 28 aprile 2021, si è trasferito in MLS ai LA Galaxy, sottoscrivendo un contratto di due anni. Seppur il suo contratto scadeva in estate, i LA Galaxy hanno deciso di pagare ulteriormente il giocatore per averlo subito a disposizione, prima della finestra di trasferimento estiva.

### Nazionale
Ha giocato nelle nazionali giovanili francesi Under-16, Under-17, Under-18 ed Under-20.

## Statistiche

### Presenze e reti nei club
Statistiche aggiornate al 18 aprile 2022.
| Stagione        | Squadra         | Campionato      | Campionato | Campionato | Coppe nazionali | Coppe nazionali | Coppe nazionali | Coppe continentali | Coppe continentali | Coppe continentali | Altre coppe | Altre coppe | Altre coppe | Totale | Totale |
| Stagione        | Squadra         | Comp            | Pres       | Reti       | Comp            | Pres            | Reti            | Comp               | Pres               | Reti               | Comp        | Pres        | Reti        | Pres   | Reti   |
| --------------- | --------------- | --------------- | ---------- | ---------- | --------------- | --------------- | --------------- | ------------------ | ------------------ | ------------------ | ----------- | ----------- | ----------- | ------ | ------ |
| 2013-2014       | Rennes 2        | CFA2            | 11         | 0          |                 | -               | -               |                    | -                  | -                  |             | -           | -           | 11     | 0      |
| 2014-2015       | Rennes 2        | CFA2            | 2          | 0          |                 | -               | -               |                    | -                  | -                  |             | -           | -           | 2      | 0      |
| 2015-2016       | Rennes 2        | CFA2            | 22         | 1          |                 | -               | -               |                    | -                  | -                  |             | -           | -           | 22     | 1      |
| 2016-2017       | Sedan           | N               | 18         | 0          | CF              | 1               | 0               |                    | -                  | -                  |             | -           | -           | 19     | 0      |
| 2017-gen. 2018  | Rennes 2        | N3              | 11         | 1          |                 | -               | -               |                    | -                  | -                  |             | -           | -           | 11     | 1      |
| gen.-giu. 2018  | Avranches       | N               | 13         | 0          | CF              | -               | -               |                    | -                  | -                  |             | -           | -           | 13     | 0      |
| 2018-2019       | Nancy 2         | N3              | 11         | 0          |                 | -               | -               |                    | -                  | -                  |             | -           | -           | 11     | 0      |
| 2018-2019       | Nancy           | L2              | 14         | 0          | CF+CdL          | 3+2             | 0               |                    | -                  | -                  |             | -           | -           | 19     | 0      |
| ago. 2019       | Nancy           | L2              | 1          | 0          | CF+CdL          | 0+2             | 0               |                    | -                  | -                  |             | -           | -           | 3      | 0      |
| 2019-2020       | Avranches       | N               | 16         | 1          |                 | -               | -               |                    | -                  | -                  |             | -           | -           | 16     | 1      |
| 2020-apr. 2021  | Nancy 2         | N3              | 2          | 1          |                 | -               | -               |                    | -                  | -                  |             | -           | -           | 2      | 1      |
| 2020-apr. 2021  | Nancy           | L2              | 22         | 2          | CF              | 1               | 0               |                    | -                  | -                  |             | -           | -           | 23     | 2      |
| 2021            | LA Galaxy       | MLS             | 19         | 0          |                 | -               | -               |                    | -                  | -                  |             | -           | -           | 19     | 0      |
| 2022            | LA Galaxy       | MLS             | 6          | 1          | USOC            | 0               | 0               |                    | -                  | -                  |             | -           | -           | 6      | 1      |
| Totale carriera | Totale carriera | Totale carriera | 168        | 7          |                 | 9               | 0               |                    | -                  | -                  |             | -           | -           | 177    | 7      |